# Cultura do Níger

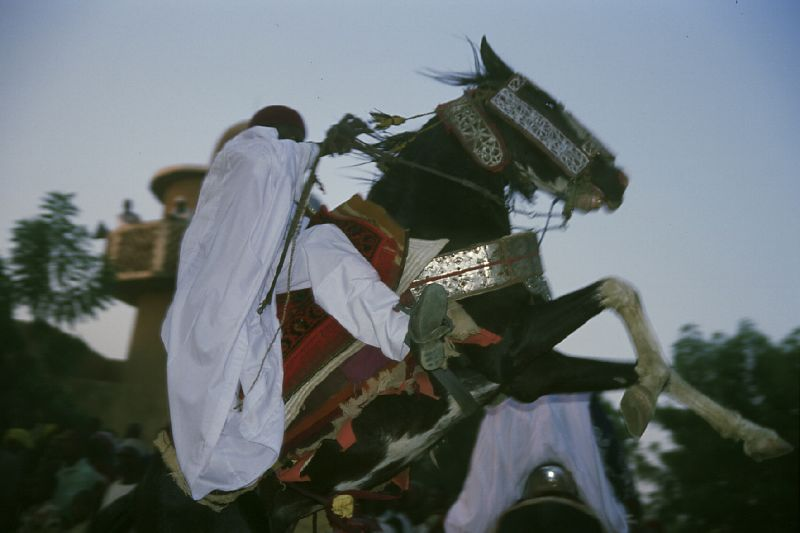
Cavaleiros no tradicional Festival de Ramadã no Palácio do Sultão, na cidade hauçá de Zinder

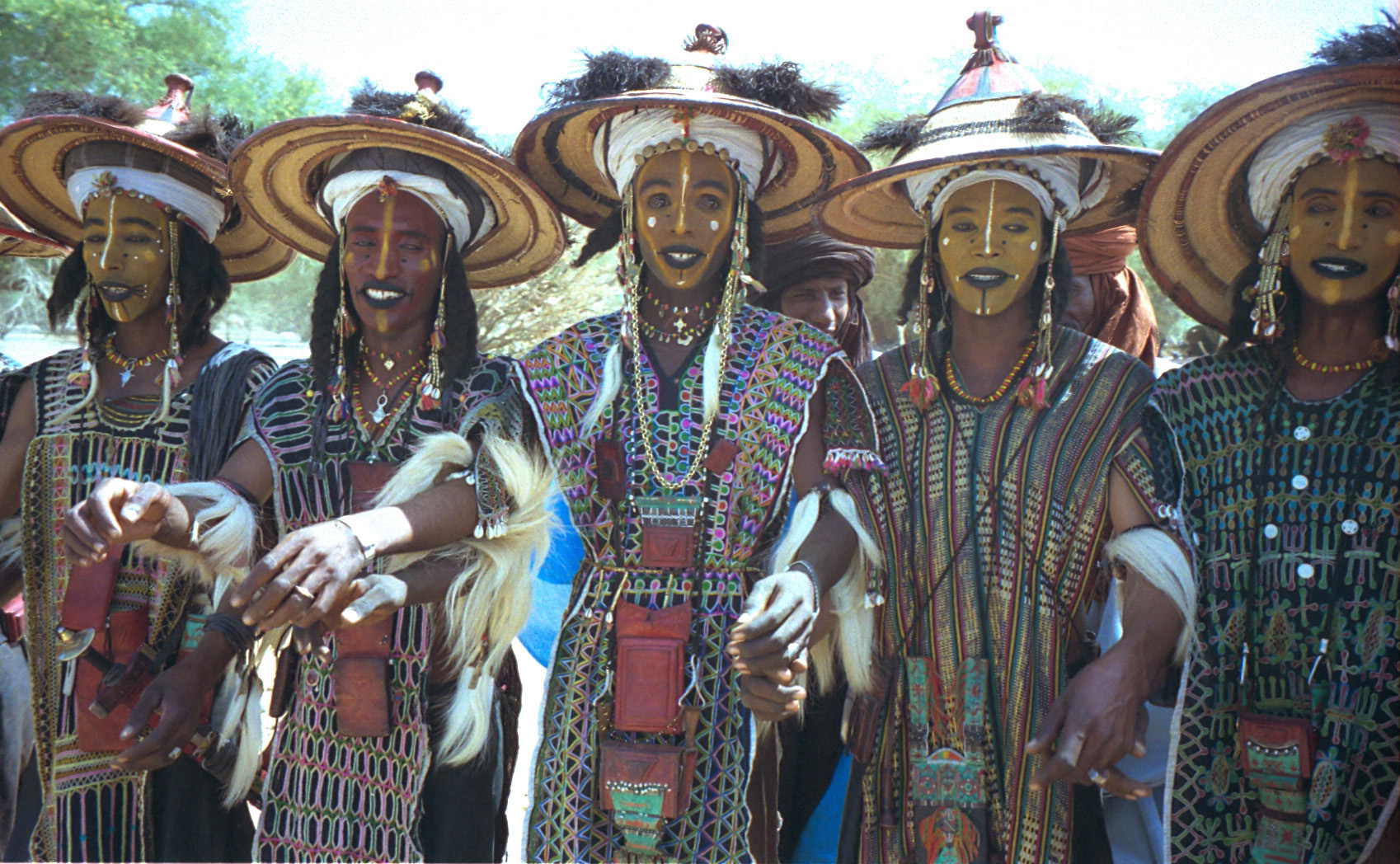
Jovens boboros realizando uma dança Yaake tradicional no norte do Níger, 1997

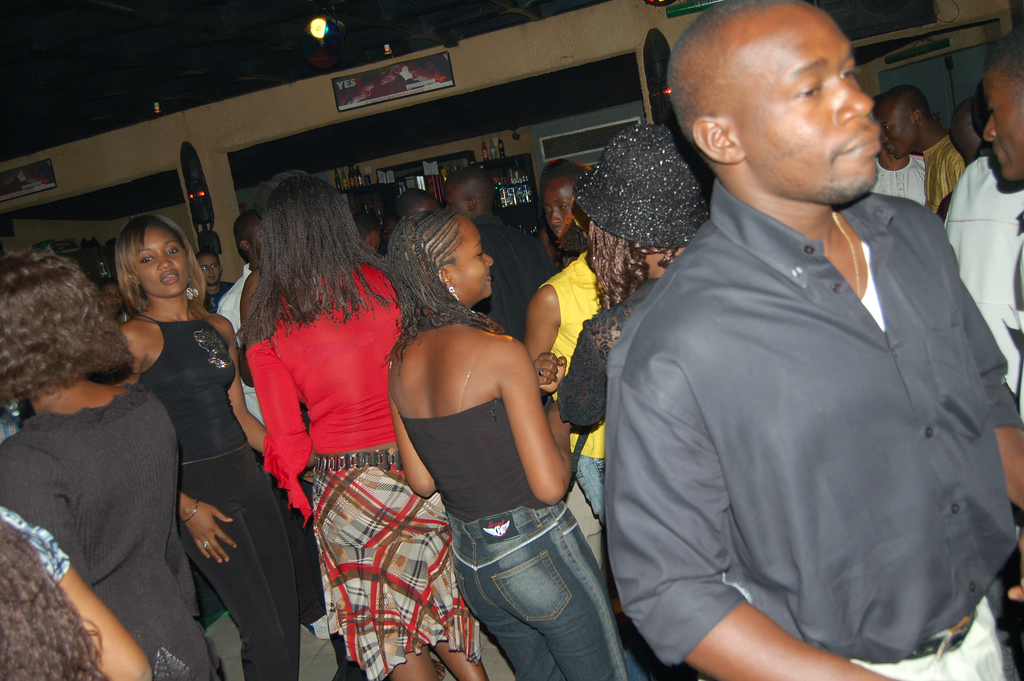
Os jovens misturam-se na Boîte 2005, clube noturno no centro da cidade de Niamei, 2005

A cultura do Níger é marcado pela variação, indícios de que a encruzilhada cultural do colonialismo francês formado em um Estado unificado a partir do início do século XX. O que agora se compreende como atual Níger foi criado a partir de quatro áreas distintas culturalmente na era pré-colonial: os Djerma dominaram o vale do rio Níger no sudoeste; a periferia norte da Hauçalândia, feita principalmente por aqueles estados que tinham resistido ao Califado de Socoto, e variou muito ao longo da fronteira sul com a Nigéria, o lago Chade e a bacia Cauar no extremo leste, habitado por agricultores canúris e pecuaristas tubus que haviam feito parte do Império de Canem; e os nômades tuaregues das montanhas Air e saariana, no vasto deserto norte. Cada uma destas comunidades, juntamente com os menores grupos étnicos, como os pastores boboros e fulas, trouxe suas próprias tradições culturais para o novo estado do Níger.
A propagação do Islão no Norte de África no começo do século X, possui papel fundamental na formação dos costumes da população do Níger. Desde a independência, tem sido de grande interesse a herança cultural do país, especialmente em relação à arquitetura tradicional, artesanato manual, música e danças.

## Cultura nacional
Embora os governos sucessivos tenham tentado forjar uma cultura nacional compartilhada, isso tem sido feito lentamente, em parte porque as principais comunidades nigerinas têm suas próprias histórias culturais e em parte dos grupos étnicos nigerianos como os hauçás, tuaregues e canúris são apenas parte das comunidades étnicas maiores que cruzam fronteiras introduzidas pelo colonialismo. Até a década de 1990, o governo e a política eram excessivamente dominados por Niamei e pelo zarmas da região circundante. Os franceses promoveram a realeza de Djerma sob seu domínio. Depois de terem inicialmente estabelecido sua capital no poderoso estado pré-colonial de hauçá em Zinder, os franceses transferiram sua administração para o que era uma pequena vila em Niamei, em parte por medo do poder pan-hauçá ou dos desígnios imperiais britânicos no sul do Níger. Este foco governamental no sudoeste continuou após a independência, com a representação política a reverter para uma pequena elite tradicional e educada. Há apenas os pastores tuaregues e tubus no norte e leste pouco povoados geraram movimentos por autonomia, culminando em rebeliões em 1963, década de 1990 e 2007. O islamismo, praticado por quase toda a população, forma um elo importante entre as comunidades nigerinas, assim como uma história compartilhada pós-independência, os símbolos nacionais e festivais.

## Religião
O islão é a religião dominante no Níger e é praticada por mais de 90% da população. Aproximadamente 95% dos muçulmanos são sunitas; 5% são xiitas.

## Esportes
Enquanto esportes tradicionais como a corrida de cavalos, corrida de camelos e sorro luta livre, sobrevivem, o mundo esportivo como o futebol dominam as áreas urbanas. Nos Jogos Olímpicos de Verão de 1972, o pugilista Issake Dabore ganhou uma medalha de bronze, e Níger tem enviado todos os atletas aos Jogos Olímpicos de Verão realizados desde 1964 com excepção de 1976 e 1980.